# The Lost EP
The Lost EP es un EP de la banda neozelandesa The Chills, lanzado en 1985 por Flying Nun Records. El origen del título viene del hecho de que las grabaciones del EP fueron perdidas por un tiempo, haciendo que se rechazara el lanzamiento del mismo.
Las seis pistas del EP fueron más tarde relanzadas como parte del álbum compilatorio Kaleidoscope World.

## Lista de canciones[7]
1. "This Is the Way"
2. "Never Never Go"
3. "Don't Even Know Her Name"
4. "Bee Bah Bee Bah Bee Boe"
5. "Whole Weird World"
6. "Dream by Dream"